# Pedro Homem de Pessoa y Pereda
Pedro Homem de Pessoa y Pereda, o bien Pedro Home de Pesoa de Saa o como Pedro Ome de Pezoa o Pedro de Omepezoa (Santiago, gobernación de Chile, 1593-Buenos Aires, gobernación del Río de la Plata, después de 1664), fue un hidalgo, militar, conquistador, poblador, comerciante, hacendado y funcionario español, que fuera asignado en el cargo de corregidor de Cuyo desde 1628 hasta 1631, alcalde de Buenos Aires en 1635 y en 1640, y una década después, como teniente de gobernador de Santa Fe desde 1645 hasta 1648.

## Biografía

### Origen familiar y primeros años
Pedro Homem de Pessoa de Saa y Pereda Ribera había nacido en el año 1593 en la ciudad de Santiago, capital de la entonces gobernación de Chile, la cual era una entidad autónoma dentro del Virreinato del Perú.
Era un hijo del capitán español Alonso de Pereda Ribera (Jerez de la Frontera, 1545-Perú, 1604), —cuyos padres eran los hidalgos notorios Andrés de Pereda y Ribera, que también era un capitán hispano-andaluz, y su esposa Beatriz López— que pasó a la América española en 1575 para avecindarse en la ciudad de Concepción de Chile, en donde se enlazó dos veces.
Prudencia Homem de Pessoa (n. Santiago de Chile, ca. 1561) era la madre de Pedro y la cuñada y segunda esposa de Alonso, además de ser una hija del capitán Pedro Homem de Pessoa y Toro y de su esposa Luisa de Salas (n. Virreinato del Perú, ca. 1547) —cuyo padre era el capitán hispano-andaluz Francisco de Gudiel (n. Sevilla, 1517) que pasó en 1535 al nuevo Virreinato de Nueva España, y sus abuelos paternos fueran Diego Fernández y su esposa Catalina de Salas— los cuales se habían casado en Concepción de Chile hacia 1567.
Tenía tres medio hermanos que a su vez era sus primos —ya que el padre en primeras nupcias hacia 1577 se había casado con la tía María de Salas (Santiago de Chile, ca. 1557-¿Chile?, ca. 1590)— y los cuales eran el primogénito fray Francisco de Pereda-Ribera (n. Concepción, 1585), que fue canónigo de su ciudad natal, se avecindó en Santiago en 1641, y en donde testó el 11 de noviembre de 1650, el segundogénito era Alonso de Pereda-Ribera "el Hijo" (n. ca. 1587), y el menor, fray Tomás de Ribera Homem de Pessoa (n. ca. 1589) que renunció a la herencia legítima en 1607.
Era un bisnieto materno de Marina de Toro y del capitán lusitano Pedro Homem de Pessoa de Saa, un hidalgo que había migrado siendo un adolescente a la isla de Cuba cuando esta formaba parte del entonces Virreinato colombino y que acompañó en 1519 a Hernán Cortés con el objetivo de conquistar el Imperio azteca, en 1532 con Francisco Pizarro para la conquista del Imperio incaico y en 1543 para apoyar en la conquista de Chile, a pedido de su gobernador Pedro de Valdivia, y en donde se radicó, para ser cabildante de La Imperial en 1554 y de la nueva ciudad de Concepción en el año 1562 hasta principios de 1565.

### Corregidor de Cuyo y alcalde de Buenos Aires
Posteriormente Pedro Homem de Pessoa y Pereda fue nombrado en 1628 por Luis Fernández de Córdoba y Arce, gobernador de Chile, como maestre de campo, corregidor de Cuyo y lugarteniente de capitán general, por lo cual debió cruzar la cordillera de los Andes y pasar a la ciudad de San Luis, para recién asumir el cargo en el año 1630.
Una vez que terminó su mandato en 1631, se mudó a la vecina gobernación del Río de la Plata. En 1639 fue elegido como alcalde de primer voto de la ciudad de Buenos Aires, cuyo predecesor era Juan de Mena, y nuevamente fue elegido en el año 1640, sucediéndole en la alcaldía Pedro Pedraza Centellas en enero de 1641.

### Teniente de gobernador de Santa Fe
En 1642 figuraba como abastecedor de carne de ganado cimarrón. Años después fue asignado en el cargo de teniente de gobernador de Santa Fe desde 1645 hasta el 2 de diciembre de 1648.
En 1664 aparece empadronado nuevamente en la ciudad de Buenos Aires con casa, chacra, estancias y un caudal de 5.000 pesos duros, entre otras pertenencias.

## Matrimonios y descendencia
El hidalgo Pedro Homem de Pessoa y Pereda se había unido dos veces en matrimonio y por lo menos tuvo una relación prematrimonial previa, que también le dejó descendencia:
1) - En primeras nupcias en la ciudad de Santiago de Chile el 6 de mayo de 1616 con Isabel de Figueroa Mendoza y Garcés de Bobadilla (Santiago de Chile, ca. 1595-f. antes de 1634), la cual aportó una dote de 6.078 pesos duros, siendo una hija del general Francisco de Figueroa y Mendoza y de su esposa Juana Garcés de Bobadilla y Pizarro, nieta paterna del militar hispano-extremeño Juan de Figueroa Villalobos, que pasó a Chile en 1543 y en donde fue encomendero de Valdivia y de Osorno, y de su esposa Inés de Mendoza y Carvajal, y nieta materna de Juan Garcés de Bobadilla y de su mujer Luisa Pizarro y Soto que era a su vez una hija del encomendero Mateo Pizarro y de Juana de Soto. Fruto del enlace entre Pedro Homem de Pessoa e Isabel de Figueroa Mendoza hubo tres hijos:
- Pedro Bartolomé Homem de Pessoa Figueroa (Santiago de Chile, 1618-Buenos Aires, después del 8 de mayo de 1703) que se casó con Juana Maciel del Águila Cabral de Melo (Buenos Aires, ca. 1628-ib., después del 16 de diciembre de 1694), una hija del rico comerciante y hacendado portugués Melchor Maciel del Águila y de su mujer Catalina Cabral de Melo, cuyos padres eran a su vez los fidalgos Gil González de Moura y su esposa Inés Nunes Cabral de Melo, y por lo tanto, prima materna de Manuel Cabral de Melo y Alpoin, alcalde y teniente de gobernador de Corrientes. Del enlace entre Pedro Bartolomé Homem y Juana Maciel del Águila hubo cuatro hijos:

- Alejo de Pessoa Figueroa y Maciel de Melo (Buenos Aires, 12 de julio de 1656-f. antes de 1694) que permaneció soltero con sucesión natural en Juana Gómez, y testó el 29 de abril de 1689.
- Luis Antonio de Pessoa Figueroa y Melo Maciel (ib., e/ abril y el 14 de julio de 1657-octubre de 1725) que se casó con María de Arroyo, una hija de Francisco de Arroyo y Arteaga y de su esposa Gregoria Ponce de León, y quien siendo viuda testara por tercera vez el 26 de noviembre de 1746.
- María Pessoa y Maciel de Melo (ib., e/ mayo y el 6 de agosto de 1659-f. antes de 1694).
- Pedro Pessoa y Maciel de Melo (ib., e/ septiembre y el 3 de diciembre de 1663-f. antes de 1694).

- Nicolás Homem de Pessoa y Figueroa Mendoza o bien Nicolás de Pessoa y Figueroa (Santiago de Chile, ca. 1629-Corrientes, después del 10 de octubre de 1693) que era un militar que llegó al rango de general y fue nombrado como teniente de gobernador de Corrientes, desde 1691. Se casó dos veces, en primeras nupcias con Juana de Ávila y Brito de Sotomayor y concibieron a una única hija llamada Isabel de Pessoa y Figueroa que se matrimonió con el capitán hispano-riojano Francisco Martínez del Monje y fueron padres, entre otros, de María Martínez del Monje y Pessoa Figueroa que se enlazaría con el alcalde y teniente de gobernador santafesino Juan de Lacoizqueta. En segundas nupcias con Francisca de Sanabria y Saavedra con quien tuvo tres hijos y una hija.

- Prudencia Homem de Pessoa Figueroa (n. ca. 1631) que se casó en 1650 con el capitán Juan de Fuenzalida Mendoza (Santiago de Chile, ca. 1620-1693), con quien tuvo por lo menos ocho hijos.

2) - En segundas nupcias en Buenos Aires en 1635 con su consuegra viuda Catalina Cabral de Melo y Moura y con quien tuvo por lo menos tres hijos:
- Micaela de Pessoa y Melo (n. e/ julio y 18 de octubre de 1637).
- Prudencia de Ribera de Saa y Melo (n. 1638) que se casó con el sargento Miguel de Troncoso.
- Alonso de Pessoa y Ribera (1640-f. después del 20 de enero de 1686) que tuvo una hija ilegítima llamada María.

3) - En una relación prematrimonial hacia 1614, siendo soltero, con una tal N. de Ribera tuvo por lo menos un hijo:
- Pedro de Ribera Homem de Pessoa (Santiago de Chile, 1615-f. después del 1.º de febrero de 1659) que llegó a ser alférez, y el gobernador chileno Francisco Laso de la Vega le hizo merced hacia 1635 de unas tierras hereditarias al sur de la laguna de Bucalemu, y se casó en Santiago de Chile el 2 de febrero de 1645 con Josefa de Bocanegra y Mendoza (n. 1625), una hija de Antonio de Bocanegra Olaizola y Salazar y de su esposa María de Mendoza, y con quien tuvo descendencia.